# Lygodium microphyllum
Espèce
Statut de conservation UICN

 LC  : Préoccupation mineure
Lygodium microphyllum est une espèce de liane fougère de la famille des Lygodiaceae. Elle est couramment dénommée  snake fern ou climbing maidenhair  ou Old World climbing fern ou small-leaf climbing fern.
Lygodium microphyllum est une fougère grimpante originaire d’Afrique tropicale, d’Asie du Sud-Est, de Mélanésie et d’Australie. C’est une mauvaise herbe envahissante en Floride où il envahit les forêts ouvertes et les zones humides. Le spécimen type a été collecté dans les environs de  Nabúa, sur l’île de Luçon aux Philippines par Luis Née.

## Distribution
Lygodium microphyllum est originaire d’une grande partie de l’Afrique tropicale et de l’Afrique du Sud ; l’Asie tropicale, y compris la Chine, les Îles Ryūkyū du Japon ; Australiee; Fidji, les Îles Mariannes et les Îles Caroline.
Lygodium microphyllum est s'est naturalisé dans les Caraïbes et dans le sud de la Floride.

## Effets sur l'environnement
Le Lygodium microphyllum pose des problèmes dans les milieux où il est invasive. La plante endommage les écosystèmes des zones humides, ce qui nuit aux espèces menacées. La capacité de la fougère à pousser sur les arbres et les arbustes et à former un couvert horizontal dense lui permet de couvrir des communautés entières de plantes, réduisant ainsi la diversité des plantes indigènes. La fougère grimpante de l'Ancien Monde peut pousser dans des écosystèmes très divers. Lygodium microphyllum poses problems for fires, both natural and man-made, because it can lead fire into the tree canopy, killing trees. La fougère s'est rapidement répandue dans les terres publiques de conservation du sud de la Floride.

## Confinement
Récemment, l'USDA a approuvé l'utilisation d'insectes pour contenir la fougère. Des insectes (Austromusotima camptozonale, Neomusotima conspurcatalis) et des acariens (Floracarus perrepae) ont été lâchés dans plusieurs parcs d'état pour contrôler la fougère. Bien que certaines populations aient été dévastées par une vague de froid, des rapports ont récemment fait état d'une nouvelle activité.
Le Lygodium microphyllum a été utilisé localement dans la folk medicine pour traiter les affections et les problèmes de peau, gonflement et dysenterie

## Autres utilisations
Les fibres de Lygodium microphyllum ainsi que d'autres espèces de Lygodium, connues sous le nom de nito, sont utilisées pour tisser les chapeaux traditionnels « salakot » aux Philippines,.

## Répartition
Ce taxon se rencontre dans les pays suivants : Afrique du Sud, Angola, Bangladesh, Bhoutan, Birmanie, Burkina Faso, Bénin, Cambodge, Cameroun, Chine, Gabon, Guinée-Bissau, Guinée, Hong Kong, Inde, Indonésie, Laos, Liberia, Madagascar, Malaisie, Malawi, Maldives, Maurice, Mozambique, Nigeria, Népal, Ouganda, Pakistan, Philippines, Rwanda, République centrafricaine, République du Congo, République démocratique du Congo, Singapour, Soudan du Sud, Soudan, Sri Lanka, Tanzanie, Thaïlande, Timor oriental, Togo, Viêt Nam, Zimbabwe, Éthiopie.

## Systématique
Le nom correct complet (avec auteur) de ce taxon est Lygodium microphyllum (Cav.) R.Br..
L'espèce a été initialement classée dans le genre Ugena sous le basionyme Ugena microphyllum Cav..
Lygodium microphyllum a pour synonymes :
- Lygodium scandens subsp. intermedium Ces.
- Lygodium scandens subsp. microphyllum (Cav.) Luerss.
- Lygodium scandens var. intermedium Ces.
- Lygodium scandens var. microphyllum (Cav.) Bonap.
- Lygodium scandens var. microphyllum (Cav.) Luerss.
- Lygodium scandens Hook. & Baker
- Ophioglossum filiforme Roxb.
- Ophioglossum filiforme Roxb. ex Griff.
- Trichomanes cochinchinense Poir.
- Ugena microphyllum Cav.